# Centrale nucléaire de Palo Verde
La centrale nucléaire de Palo Verde est la plus grande centrale de production d'électricité d'origine nucléaire aux États-Unis. Elle est détenue à 29,1 % et exploitée par l'Arizona Public Service.
Elle possède trois réacteurs REP (réacteurs à eau pressurisée) de type System 80 construits par Combustion Engineering, et qui ont chacune une puissance nominale de 1 346 MWe (3990 MWt). Chaque tranche est constituée de 2 boucles de refroidissement comportant chacune une pompe de refroidissement et d'un générateur de vapeur.
Les tranches 1 et 2 ont été connectées au réseau en 1986 et la tranche 3 en 1988.
La société « Arizona Public Service Company » est l'exploitant et copropriétaire avec les distributeurs d'électricité du Nouveau-Mexique, du Texas et de Californie.
Le site de Palo Verde est situé à Wintersburg dans l'Arizona à 76 km (47 mi) à l'ouest de Phoenix.
La centrale présente la particularité d'être la seule centrale américaine à ne pas être située à proximité d'un fleuve ou d'un littoral ; l'eau utilisée pour le refroidissement est l'effluent de Phoenix.